# عامل مرخي بطاني المنشأ
العامل المرخي البطاني المنشأ أو عامل الإرخاء المُشتق من البطانة (بالإنجليزية: Endothelium-derived relaxing factor)‏ ويُدعى اختصاراً EDRF، هوَ مُركب يُنتج ويُفرز بواسطة البطانة الغشائية ويهدف إلى تحسين عملية استرخاء العضلات المَلساء، ويُعتبر أحادي أكسيد النيتروجين أفضل مِثال مُميز عليه، وبعض المَصادر تُساوي بين العامل المرخي البطاني المنشأ وبين أحادي أكسيد النيتروجين.
يُطلق هذا العامل كرد فِعل لعدد من المُحفزات الكيميائية والفيزيائية، ويؤدي إلى استرخاء العضلات الملساء في جدار الأوعية الدموية.
تم اكتشاف وَوصف هذا العامل من قِبل العالم روبرت فورشغوت الحاصِل على جائزة نوبل في الطب عام 1998 مع زملائه ليوس إغنارو وَفريد مراد.
بعد وفاة روبرت فورشغوت في مايو 2009 بِفترةٍ قصيرة، واصل موقع فورشغوت في مركز سوني داونستات الطبي بالقوَل أنَّ المجموعة ما زالت تُحقق فيما إذا كان العامل المرخي البطاني المنشأ هو نَفسه أحادي أكسيد النيتروجين أم أنهُ عبارة عن خليط من المُركبات.
على الرَغم من وجود أدلة قَوية على أنَّ أحادي أكسيد النيتروجين يَمتلك القدرة على تَوسيع الأوعية، إلا أنهُ توجد بعض الأدلة التي تربط هذا التأثير بالخلايا العَصبية بدلاً من ربطه بردود فِعل البطانة الغشائية.